# Анталія (стадіон)
«Анталія Стадіум» (тур. Antalya Stadyumu) — багатофункціональний стадіон у місті Анталія, Туреччина, домашня арена ФК «Антальяспор».
Стадіон побудований протягом 2013—2015 років та відкритий 25 жовтня 2015 року. Має ідеально круглу форму. Обладнаний особливими системами природного і штучного освітлення та вентиляції. Дах охоплює всю арену за винятком поля.
На даху арени встановлено 5600 сонячних панелей, об'єднаних у систему, яка займає площу 13 000 м² із загальної площі даху 16 000 м² та здатна виробляти в середньому 7200 кВт⋅год на добу. Потужність акумуляторів, якими обладнана фотоелектрична система, становить 1,4 МВт. Система повністю покриває потреби стадіону в електроенергії, а її надлишок передається в загальну мережу, що робить її найпотужнішою у світі серед фотоелектричних систем, встановлених на спортивних спорудах, а стадіон першим у світі, який повністю забезпечує себе електроенергією.
Протягом 2015–2017 років стадіон носив назву «Анталія Арена». Однак, згідно з указом президента Туреччини Реджепа Таїпа Ердогана, у 2017 році із назви прибрано слово «арена», яке замінене на «стадіум». Таким чином, арену перейменовано на «Анталія Стадіум». Також арену називають «Новий стадіон», оскільки вона замінила колишній старий муніципальний стадіон Анталії.